# Будденброки
«Будденбро́ки. История гибели одного семейства» (нем. Buddenbrooks: Verfall einer Familie) — роман, написанный Томасом Манном, начатый в октябре 1896 года и законченный 18 июля 1900 года. В романе описывается жизнь и упадок четырёх поколений известной и богатой семьи торговцев из Любека. Основой, скорее всего, послужила история собственной семьи Манна. За этот роман Манн был удостоен Нобелевской премии по литературе в 1929 году.
Роман был опубликован в 1901 году в Берлине в издательстве Фишера.

## Сюжет
Действие романа начинается в октябре 1835-го года в гостиной семьи Будденброк.
Недавно они приобрели большой новый дом.
Семья состоит из Иоганна и Антуанетты — дедушки и бабушки, его сына, консула Иоганна и его жены Элизабет, и их детей — Томаса, Антонии, Христиана. Позже рождается младшая дочь Клара.
Спустя семь лет пожилые Иоганн и Антуанета умирают. Дело ведёт консул Иоанн, его 16-летний сын Томас начинает участвовать в управлении фирмой.
Антония учится в пансионе Терезы Вейхбродт.
Через несколько лет она переживает летний роман со студентом Мортеном Шварцкопфом, после чего, под давлением родителей, выходит замуж за коммерсанта из Гамбурга Бенедикта Грюнлиха. В начале 1846 года была отпразднована свадьба. На традиционный вечер накануне венчания к Будденброкам собрался чуть ли не весь город.
8 октября 1846 года Тони родила дочь Эрику.
Ироничное описание революционных событий в Любеке в 1848-м году.
Грюнлих оказался мошенником и был объявлен банкротом.
Антония разводится с ним и возвращается в дом отца.
Консул Иоганн Будденброк умирает в конце лета 1855 года в воскресенье под вечер.
Фирму возглавляет Томас.
Младшая дочь Клара выходит замуж за пастора и впоследствии умирает бездетной.
Томас женится на Герде Арнольдсен.
В конце 1857 года Антония выходит замуж второй раз за Алоиза Перманедера. Разводится с ним через год, застав за приставанием к горничной.
15 апреля 1861 года у Томас и Герды рождается сын Иоганн, Ганно.
Томас избирается в городской сенат и строит новый дом для своей семьи.
Но, достигнув всего этого впадает в депрессию и размышления о смерти и бессмысленности своей жизни. Дела ведёт плохо. Фирма не процветает.
Ганно проявляет великолепные музыкальные способности и равнодушие к учёбе в гимназии. На рождество Ганно получает в подарок кукольный театр и фисгармонь.
В 1871-м году умирает старая бабушка Антуанетта.
Томас продаёт дом и пишет завещание. Много курит и умирает в январе 1875 года. По завещанию фирма ликвидируется в течение года.
Спустя полтора года Ганно умирает от тифа.
Дядя Христиан заканчивает свои дни в больнице для сумасшедших.
В финале Зеземи Вейхбродт высказывает уверенность, что все усопшие члены семьи обязательно встретятся.

## Действующие лица
- Старый Иоганн Будденброк — разбогател на поставках зерна прусской армии, был женат на фрау Жозефине, от брака с которой был рождён сын Готтхольд; от второго брака с Антуанеттой Дюшан был рождён Жан Будденброк.
- Консул Жан (Иоганн) Будденброк — младший сын старого Будденброка, успешный продолжатель дел семейной компании, был женат на Элизабет Крёгер.
- Сенатор Томас Будденброк — старший сын консула Будденброка.
- Тони (Антония) Перманедер (урождённая Будденброк, в первом браке Грюнлих) — старшая дочь консула Будденброка.
- Кристиан Будденброк — младший сын консула Будденброка.
- Герда Будденброк (урождённая Арнольдсен) — жена сенатора Будденброка.
- Ганно (Юстус Иоганн Каспар) Будденброк — последний представитель рода, сын сенатора Будденброка и Герды Арнольдсен, хрупкий и болезненный юноша, влюблённый в музыку и одержимый тягой к искусству.
- Элизабет Будденброк (урождённая Крёгер) — жена консула Будденброка.
- Клара Тибуртиус (урождённая Будденброк) — младшая дочь консула Будденброка.
- Готтхольд Будденброк — старший сын старого Иоганна Будденброка.
- Клотильда Будденброк — бедная родственница семьи Будденброк.
- Бендикс Грюнлих — гамбургский торговец-пройдоха, был женат на Тони Будденброк и вследствие махинаций обанкротился.
- Алоиз Перманедер — уроженец Мюнхена, второй муж Тони Будденброк.
- Ида Юнгман — экономка и воспитательница двух поколений семьи Будденброков.
- Зеземи (Тереза) Вейхбродт — владелица пансиона, в котором обучались девушки семьи Будденброк.
- Эрика Вейншенк (урождённая Грюнлих) — дочь Тони Будденброк от первого брака с Бендиксом Грюнлихом.
- Мортен Шварцкопф — молодой человек, сын лоцмана, в семье которого Тони Будденброк проводит лето на море, в Травемюнде. Учится на врача в Гёттингене.
- Фридрих Вильгельм Маркус, старый управляющий в компании консула Будденброка.

## Переводы на русский язык
Русские читатели впервые познакомились с романом в 1903 году в сокращённом переводе Зинаиды Венгеровой. Роман издавался впоследствии в переводах Ю. Спасского, В. С. Вальдман и М. Е. Лемберга (1927).
В 1953 году впервые опубликован перевод Наталии Ман, выдержавший несколько переизданий (в том числе в 1969 году в серии «Библиотека всемирной литературы»).
В списке представлены первые издания переводов:
- Манн Т. Семейство Будденброков : эскиз по роману / пер. с нем. З. А. Венгеровой // Вестник Европы. — 1903.
- Манн Т. Крушение семьи (Будденброки) : роман Томаса Манна / пер. Ю. Спасского. — Кн. 1. — М. : Московское книгоиздательство, 1911. — 381 с.
- Манн Т. Буденброки / пер. с нем. В. С. Вальдман и М. Е. Лемберга. — М. ; Л. : Государственное издательство, 1927. — 484 с.
- Манн Т. Собрание сочинений / под общ. ред. В. А. Зоргенфрея. — Л. : Художественная литература, 1935. — Т. 1 : Будденброки. Ч. 1 / пер. с нем. В. А. Зоргенфрея. — XXX, 343 с.
- Манн Т. Будденброки : История гибели одного семейства : роман / пер. с нем. Н. Ман. — М. : ГИХЛ, 1953. — 575 с.

## Постановки
- Российский академический молодёжный театр, реж. М.Карбаускис, премьера 23 января 2011 года[1]

## Экранизации
- Будденброки (нем.) (1923, Германия). Реж. — Герхард Лампрехт
- Будденброки (нем.) (1959, Германия). Реж. — Альфред Вайденман
- Будденброки (1971, Италия, 7-серийный мини-сериал). Реж. — Эдмо Фенольо
- Будденброки (1972, СССР). Реж. — Александр Орлов
- Будденброки (нем.) (1979, Германия, 11-серийный мини-сериал) Реж. — Франц Петер Вирт (нем.)
- Будденброки (нем.) (2008, Германия). Реж. — Генрих Брелер